# Levodopa
L-DOPA sau levodopa (IUPAC: L-3,4-dihidroxifenilalanină) este un aminoacid neesențial biosintetizat de organismul uman, animal și de către unele plante. Este obținut pe calea metabolică a catecolaminelor, fiind biosintetizat direct din L-tirozină. Levodopa este un precursor al neurotransmițătorilor dopamină, noradrenalină (norepinefrină) și adrenalină (epinefrină), toate fiind catecolamine.

## Utilizări medicale
Ca și medicament, este un antiparkinsonian, fiind folosit în tratamentul bolii Parkinson. Se află pe lista medicamentelor esențiale ale Organizației Mondiale a Sănătății.

## Mecanism de acțiune
L-DOPA poate trece bariera hematoencefalică, spre deosebire de dopamină. Datorită acestui fapt, administrarea de L-DOPA duce la creșterea concentrațiilor de dopamină la nivelul creierului, fiind transformată în acest neurotrasmițător după ce a ajuns la acest nivel.
Conversia sa la dopamină nu se face doar la nivel central, ci și la nivel periferic, sub acțiunea unor enzime denumite dopa-decarboxilaze periferice. De aceea, de multe ori levodopa se asociază cu un inhibitor al acestor enzime, precum sunt carbidopa și benserazida, pentru a crește nivelele de L-DOPA care ajung în SNC.